# Заики (Харьковская область)
Заики (укр. Заїки) — село в составе Немишлянского района Харькова. Это поселение в 2012 году присоединили в состав города, но само село юридически до сих пор не снято с учета.
Код КОАТУУ — 6325157305. Население по переписи 2001 года составляет 215 (98/117 м/ж) человек.

## Географическое положение
Историческая местность Харькова в составе Фрунзенского района города Харьков Заики находится внутри Харьковской окружной дороги (М-03-E 40).

## История
- 1929 — дата основания Заикина хутора.
- В 1940 году, перед ВОВ, на хуторе Заикин было 23 двора, фруктовый сад, две ветряные мельницы.[4]
- 2012 - включено село в состав городской черты Харькова.

## Экология
- Военная база - стратегический запас ГСМ.